# Grosser Pyhrgas
Le Grosser Pyhrgas est une montagne qui s'élève à 2 244 m d'altitude dans les Alpes d'Ennstal, à la frontière entre les länder de la Styrie et de la Haute-Autriche en Autriche.